# Cultura chincha
La cultura chincha (o cultura ica-chincha) es una cultura arqueológica originada cerca del océano Pacífico en el suroeste de Perú.
El Reino chincha y su cultura florecieron en el período Intermedio Tardío (1100 d. C.-1450 d. C.), también conocido como el período de los estados regionales del Perú precolombino. Se convirtieron en parte del Imperio incaico alrededor de 1480. Eran prominentes como comerciantes marítimos y vivían en un gran y fértil valle. La Centinela, una ruina arqueológica asociada a los chincha, se ubica cerca de la actual ciudad de Chincha baja.
Los chincha desaparecieron como pueblo pocas décadas después de la conquista española del Perú, que comenzó en 1532. Murieron en gran número de enfermedades europeas y del caos político que acompañó y siguió a la invasión española.
Los chincha dieron su nombre al Chinchaysuyo, las Islas Chincha, al animal conocido como la chinchilla (literalmente 'pequeña chincha') y a la ciudad de Chincha Alta. La palabra "chinchay" o "chincha", significa 'Jaguar' en quechua.

## Ubicación
Chincha es uno de los valles más grandes de la costa del océano Pacífico de Perú. El valle está a unos 220 kilómetros al sur de Lima, Perú. El desierto circundante prácticamente no tiene lluvia, pero el río Chincha que fluye desde los Andes riega un extenso valle en forma de triángulo de unos 25 kilómetros de norte a sur a lo largo de la costa y que se extiende unos 20 kilómetros tierra adentro. En el valle actual se cultivan 22 000 hectáreas de tierra y la tierra cultivada en la época precolombina puede que no haya sido mucho menos. El valle del río Pisco se encuentra a 25 kilómetros al sur y tiene un tamaño similar.

## Historia

### Era pre-chincha
Los seres humanos han vivido a lo largo de la costa peruana durante al menos 10,000 años. Los primeros pobladores fueron probablemente pescadores que disfrutaban de los ricos recursos marítimos de la corriente de Humboldt. La agricultura de riego en los valles fluviales se desarrolló más tarde. Las primeras comunidades asentadas conocidas en el valle de Chincha datan de alrededor del 800 a. C. y pertenecen a la cultura Paracas. Más tarde, desde el año 100 a. C. hasta el 800 d. C., el valle de Chincha fue influenciado por la cultura Ica-Nazca. El valle de Chincha también fue influenciado, y posiblemente bajo el control del imperio Wari, desde aproximadamente 500 d. C. hasta 1000 d. C.
Entre los siglos IX y X, hubo un cambio en el estilo de vida y la cultura de los habitantes de la costa, con diferentes técnicas y estilos que aparecieron en la región de la costa. Algunos estudiosos afirman que el cambio fue producto de una ola migratoria de origen desconocido, identificando esta cultura como la cultura "Pre-Chincha". La cultura rudimentaria pre-Chincha dependía ampliamente de la pesca y la recolección de conchas.

### Era chincha
En el siglo XI se inició la cultura sofisticada y bélica conocida como la Chincha. Los chincha habían desarrollado sistemas de arquitectura, agricultura e irrigación. La cultura Chincha llegó a dominar todo el valle. Los chincha adoraban a un dios jaguar y se creían descendientes de los jaguares, quienes les daban sus tendencias belicosas y dominantes. Los chincha fertilizaron sus campos con aves muertas y guano, y este conocimiento pasó a los pueblos posteriores. Los comerciantes chincha mantuvieron rutas comerciales por tierra con rebaños de camélidos utilizados como bestias de carga llegando al Collao (Altiplano) y Cusco. Además, los chincha aprendieron habilidades marinas; y nuevas tecnologías como la construcción de balsas con troncos de balsa, siendo la más grande capaz de transportar veinte personas además de una gran carga, y el uso de la vela, solo conocida por algunas culturas de Ecuador y Perú en la época precolombina del Américas; permitiendo que los Chincha tengan extensas rutas comerciales marítimas y tal vez viajaron hasta Centroamérica en bote (balsa). Los "comerciantes" marítimos de Chincha adoraban a una estrella conocida por ellos como Chundri, que pudo haber servido para la navegación.
El sitio arqueológico de La Centinela fue uno de los primeros sitios arqueológicos en Perú en ser investigado por arqueólogos. El sitio cubre más de 75 hectáreas y consta de dos grandes pirámides, La Centinela y Tambo de Mora, construidas con adobe y que sirven como las habitaciones de los líderes del pueblo Chincha. El área residencial circundante albergaba artesanos de plata, textiles, madera y cerámica, aunque, como la mayoría de los sitios arqueológicos monumentales precolombinos, el propósito principal de La Centinela era probablemente más ceremonial que residencial o comercial.
Una red de caminos irradiaba desde La Centinela, corriendo en línea recta, como era la costumbre andina. Las carreteras aún son visibles. Los caminos se extendían al este y al sur de La Centinela y conducían a centros ceremoniales periféricos y también facilitaban el transporte de mercancías hacia el valle de Paracas hacia el sur y hacia las tierras altas de los Andes que se elevan unos 20 kilómetros tierra adentro desde La Centinela.
Según una de las primeras crónicas españolas, la población Chincha estaba formada por 30.000 jefes de hogar, entre los que se encontraban 12.000 agricultores, 10.000 pescadores y 6.000 comerciantes. Los números sugieren una población total de más de 100,000 personas bajo el control Chincha, probablemente en un área más grande que el valle de Chincha. El número mayor de lo normal de pescadores y comerciantes en la población ilustra la naturaleza comercial del estado de Chincha y la importancia del mar para su economía. Los Chincha como los Chimú y algunas otras culturas andinas usaban el ''mullu'' para el comercio.

### Era inca
Varios españoles del siglo XVI registraron la historia de Chincha a partir de informantes indígenas peruanos. Aunque esas crónicas son a menudo contradictorias, se pueden discernir las líneas generales de la historia de Chincha. Pedro Cieza de León describió a Chincha como una "gran provincia, estimada en la antigüedad ... espléndida y grandiosa ... tan famosa en todo el Perú como para ser temida por muchos nativos". Los chinchas se estaban expandiendo hacia arriba y hacia abajo de la costa de Perú y hacia las tierras altas de los Andes aproximadamente al mismo tiempo que los incas estaban creando su imperio en los siglos XIV y XV.
Los Chincha controlaban un oráculo rico y prominente llamado Chinchaycamac, probablemente cerca de La Centinela, que obtuvo contribuciones del pueblo Chincha y otros, lo que indica excedentes de riqueza.
Los Chinchas eran más famosos por el comercio marítimo. Pedro Pizarro dijo que Atahualpa afirmó que el gobernante de Chincha controlaba 100.000 balsas marítimas, sin duda una exageración, pero ilustrando la importancia de Chincha y el comercio. Los viajes en balsa de balsa hacia arriba y hacia abajo por la costa del Pacífico desde el sur de Colombia hasta el norte de Chile, posiblemente hasta México, eran una práctica de larga data, y el comercio consistía principalmente en artículos de lujo como oro y plata trabajados y Spondylus y Strombus de importancia ritual. Algunas autoridades han afirmado que Chincha ganó influencia y control sobre gran parte de este comercio marítimo solo a fines del siglo XV. Los incas capturaron y desmantelaron la economía de los chimú en el norte de Perú alrededor de 1470 y dieron el control del comercio a los chincha, cuya ubicación cerca de la patria inca en las tierras altas hizo de Chincha un conveniente punto de entrada. La fuente tanto de los troncos de balsa para balsas como de las conchas marinas Spondylus y Strombus estaba en Ecuador, 1400 kilómetros al norte, fortaleciendo así la opinión de que los chincha tenían un alcance extenso para sus actividades comerciales.
La primera expedición de los incas al reino de Chincha fue dirigida por el general Capac Yupanqui, hermano de Pachacútec, bajo el gobierno del emperador Pachacútec (1438-71). Según algunas fuentes fue un intento de establecer una relación de amistad más que una conquista, al llegar a Chincha, Capac Yupanqui dijo no querer nada más que la aceptación de la superioridad cuzqueña y entregó obsequios a los curacas chincha para mostrar la magnificencia inca. Los chincha no tuvieron problemas para reconocer al Inca y continuar viviendo pacíficamente en su dominio. El siguiente emperador, Túpac Inca Yupanqui (1471-93) llevó al Reino de Chincha a una verdadera anexión territorial al imperio, pero los gobernantes de Chincha conservaron gran parte de su autonomía política y económica y su liderazgo tradicional. El rey de Chincha debía pasar varios meses al año asistiendo a la corte del emperador inca, aunque se le otorgaron los honores de los más altos nobles incas.
El señor de Chincha fue la única persona del séquito de Atahualpa que se llevó en litera al encuentro con los españoles. En la cultura Inca, el uso de una litera en presencia del Sapa Inca era un honor sobresaliente. El Chincha posiblemente apoyó a la facción de Atahualpa en la guerra civil Inca, Atahualpa dijo que el señor de Chincha era su amigo y el señor más grande de las tierras bajas. El señor de Chincha fue inicialmente confundido con Atahualpa debido a su riqueza demostrada en el encuentro con Francisco Pizarro, y luego asesinado en la batalla de Cajamarca en 1532 en la que el emperador Atahualpa fue capturado por los españoles.

### Era española
Los españoles aparecieron por primera vez en el valle de Chincha en 1534 y en 1542 se fundó una misión católica dominica. Con la llegada de los españoles, la población de Chincha disminuyó vertiginosamente, principalmente debido a las enfermedades europeas y la agitación política. Los demógrafos han estimado una disminución del 99 por ciento en la población en los primeros 85 años de dominio español. Chincha nunca recuperó su prominencia anterior.

## Religión
Chinchaycamac fue su dios principal y Urpihuachay, que significa "la que pare palomas", fue su santuario que hace referencia a una huaca (diosa femenina). Los chinchas creían que sus dioses provenían de esa isla[requiere referencia]. Sus palacios fueron santuarios y huacas.

## Arquitectura
Los chinchas, al igual que otras culturas de la costa peruana, desarrollaron una arquitectura  y utilizaron la técnica del «adobe» o tapial. Las principales edificaciones se encuentran en el valle de Chincha, Tambo de Mora, Alto Larán, Laurino y San Pedro, en donde construyeron centros administrativos ceremoniales. Uno de los más conocidos es La Centinela (en Chincha Baja), cuya área es de 400.000 metros cuadrados.

## Economía
Las principales actividades económicas fueron la agricultura, la pesca, y, principalmente, el comercio. Aún más importantes que los caminos eran sus rutas de comercio marítimo, pues su tecnología en navegación les permitía llegar hasta los más extremos puntos del norte y sur.
Se sabe que llegaron incluso hasta Centroamérica, pues una de sus exportaciones claves eran las conchas Spondylus, propias de Ecuador y Perú, que fueron halladas en Centroamérica.
Sus grandes habilidades comerciales fueron tales que lograron a extender su influencia por todo el territorio inca antes de que este se convirtiera en imperio. Se cree que gracias a la influencia comercial de los chinchas, el quechua se hizo tan útil en los Andes.
El poderío del rey Chincha, se midió por la cantidad de balsas que tenía. No existía en la época de desarrollo Chincha, señor o rey que ganara en esto al rey de Chincha. Se dice que tenía por lo menos una flota de ellas de unas 200, con las que comercializaba por todo el litoral del Mar de Grau,  llegando incluso a Ecuador y Colombia por el norte, y Chile (puerto Valdivia) por el sur. Los productos chinchanos llegaron hasta el Caribe, lo cual debe ser cierto, por cuanto los chinchanos comercializaban sus productos en la desembocadura del río San Juan; de ahí comerciantes Chibchas lo llevaban por el curso del río San Juan hasta el mar Caribe. Los chinchas comercializaron: chuño, charqui de llama, lanas diversas, cobre, pescado salado, calabaza, maíz y huacos. Traían a Chincha: mullu o concha colorada (spondylus), esmeraldas y otras piedras preciosas.

## Cerámica
La cerámica chincha era decorada con pintura bicolor (blanco y negro) sobre fondo rojo,sus representaciones eran especialmente pequeñas, imitaban diseños textiles, otras veces fueron aves marinas y peces. Las formas más comunes son los cántaros ovoides con boca amplia, las tazas acampanadas, los platos con paredes verticales y base plana o convexa y los barriles horizontales con boca en la parte superior. 
Destacan también los cuchimilcos o figurines; es decir, piezas que representaban generalmente a mujeres macizas con cabeza cuadrada y ojos de forma de gota con la punta hacia afuera. Suelen llevar una incisión horizontal en la frente y un agujero en cada oreja.